# (1322) Coppernicus
(1322) Coppernicus és un asteroide que forma part del cinturó d'asteroides i va ser descobert el 15 de juny de 1934 per Karl Wilhelm Reinmuth des de l'observatori de Heidelberg-Königstuhl, Alemanya.

## Designació i nom
Coppernicus va rebre al principi la designació de 1934 LA.
Més tard es va nomenar en honor de l'astrònom polonès Nicolau Copèrnic (1473-1543).

## Característiques orbitals
Coppernicus orbita a una distància mitjana de 2,422 ua del Sol, podent allunyar-se fins a 2,991 ua i acostar-se fins a 1,852 ua. La seva excentricitat és 0,2351 i la inclinació orbital 23,36°. Emplea a completar una òrbita al voltant del Sol 1376 dies.